# Sandra Rienäcker

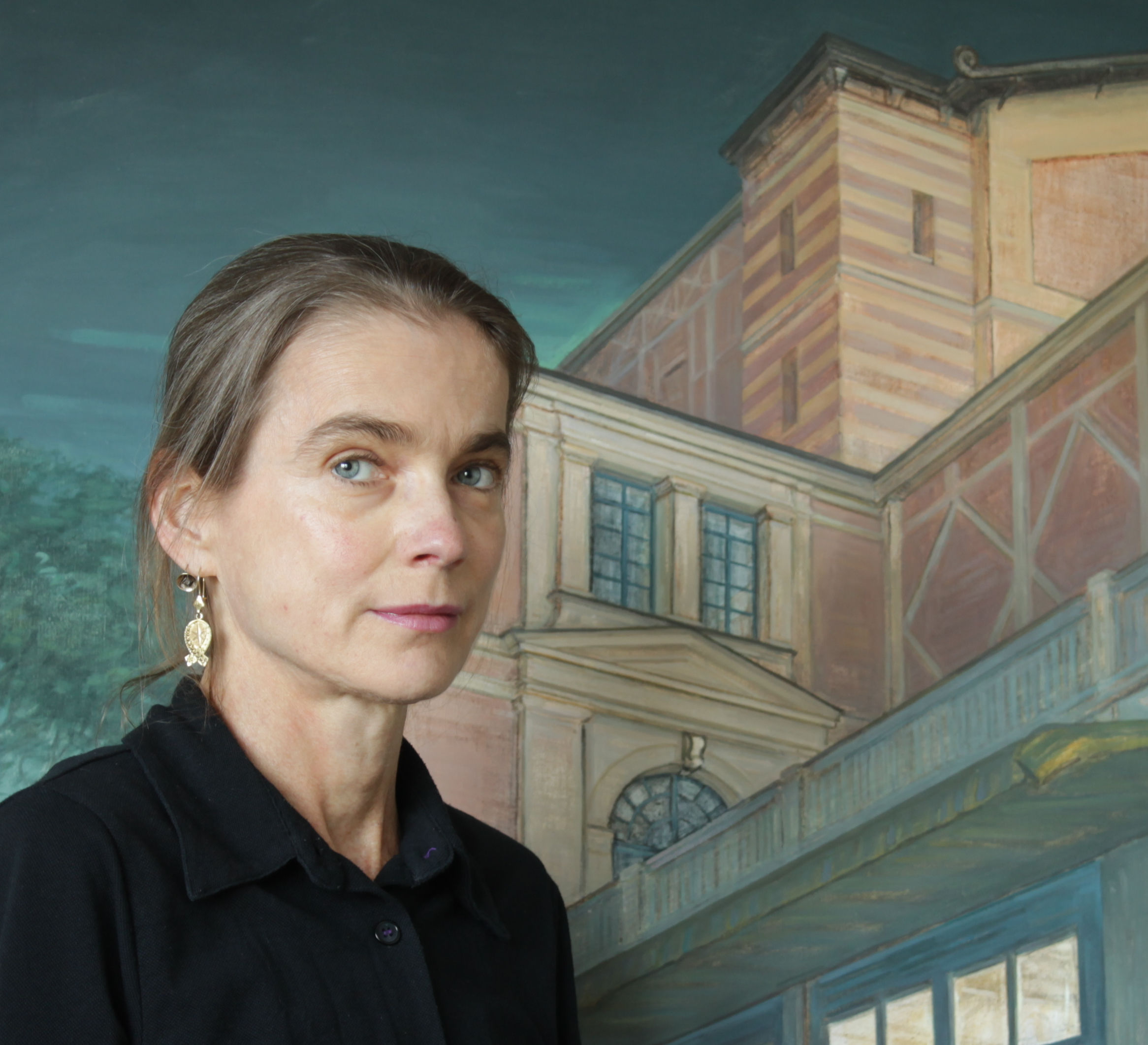
Sandra Rienäcker vor ihrem Bild Lichter (Bayreuth), 2018

Sandra Rienäcker (* 30. April 1968 in Leipzig) ist eine deutsche Malerin, Grafikerin und Zeichnerin.

## Leben
Sandra Rienäcker ist 1968 als jüngere Tochter des Meteorologen Karl-Heinz Bernhardt und der Mathematikerin Hannelore Bernhardt in Leipzig geboren. Als sie zwei Jahre alt war, siedelte die Familie nach Berlin um, weil der Vater als Professor an die Humboldt-Universität zu Berlin (HUB) berufen wurde. Hier ist sie zusammen mit ihrer älteren Schwester aufgewachsen und zur Schule gegangen. Zur Förderung ihrer musikalischen Interessen hat sie seit 1983 einen mehrjährigen Unterricht in klassischem Gesang genommen mit dem Ziel einer späteren Opernkarriere.
Nach dem Abitur 1986 an der "Erweiterten Oberschule "Friedrich Engels"" (heute: Andreas-Oberschule (Gymnasium)) in Berlin-Friedrichshain folgte ein Informatikstudium an der HUB, ab 1988 ein Studium der Kunsterziehung an dieser Universität. In den Folgejahren befasste sich Sandra Rienäcker zunehmend mit Bildender Kunst.
1996 nahm sie ein spezielles Studium der Malerei und Grafik an der traditionsreichen Kunsthochschule Berlin-Weißensee bei den Professoren Wolfgang Peuker, Dieter Goltzsche und Dieter Gantz auf. Im Jahr 2000 erlangte sie ihr Diplom mit der Arbeit „Zeitläufe“ bei Wolfgang Peuker und einer theoretischen Arbeit zu dem österreichischen Maler Albin Egger-Lienz bei dem Mentor W. Eberle.
Hieran schloss sie ein Meisterschülerstudium bei Wolfgang Peuker an, das sie im Jahr 2001 als dessen letzte Absolventin erfolgreich abschloss. Peuker gilt als ein namhafter Vertreter der Leipziger Schule, und insofern steht Rienäcker in deren Nachfolge.

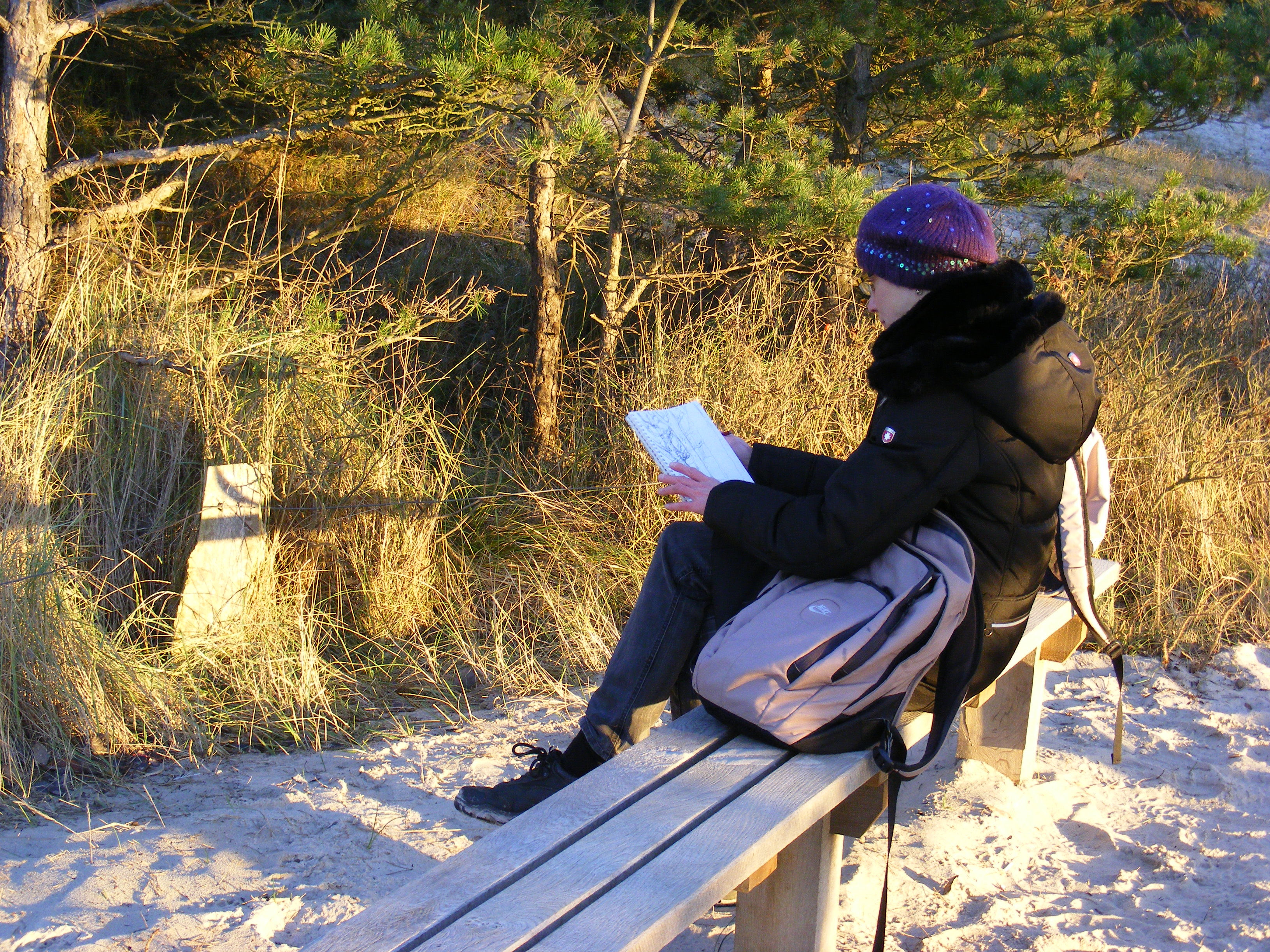
Sandra Rienäcker – Pleinair auf dem Darss, 2016

Als figürlich-gegenständliche Malerin greift sie in ihrer künstlerischen Technik und Stilistik die Traditionen der Renaissance, der deutschen Romantik und Neuen Sachlichkeit sowie der italienischen pittura metafisica auf. Bildthemen sind allegorische Figurationen, Architekturlandschaften sowie Stillleben und Porträts. Neben der Malerei widmet sie sich auch der Radierung (Tiefdruck). Weitere Arbeitsschwerpunkte sind die Auseinandersetzung mit der menschlichen Figur vor dem Modell sowie die Arbeit in der freien Natur (Pleinair). In den letzten Jahren tritt eine intensive bildkünstlerische Beschäftigung mit dem Werk von Richard Wagner und mit den Bayreuther Festspielen hinzu.

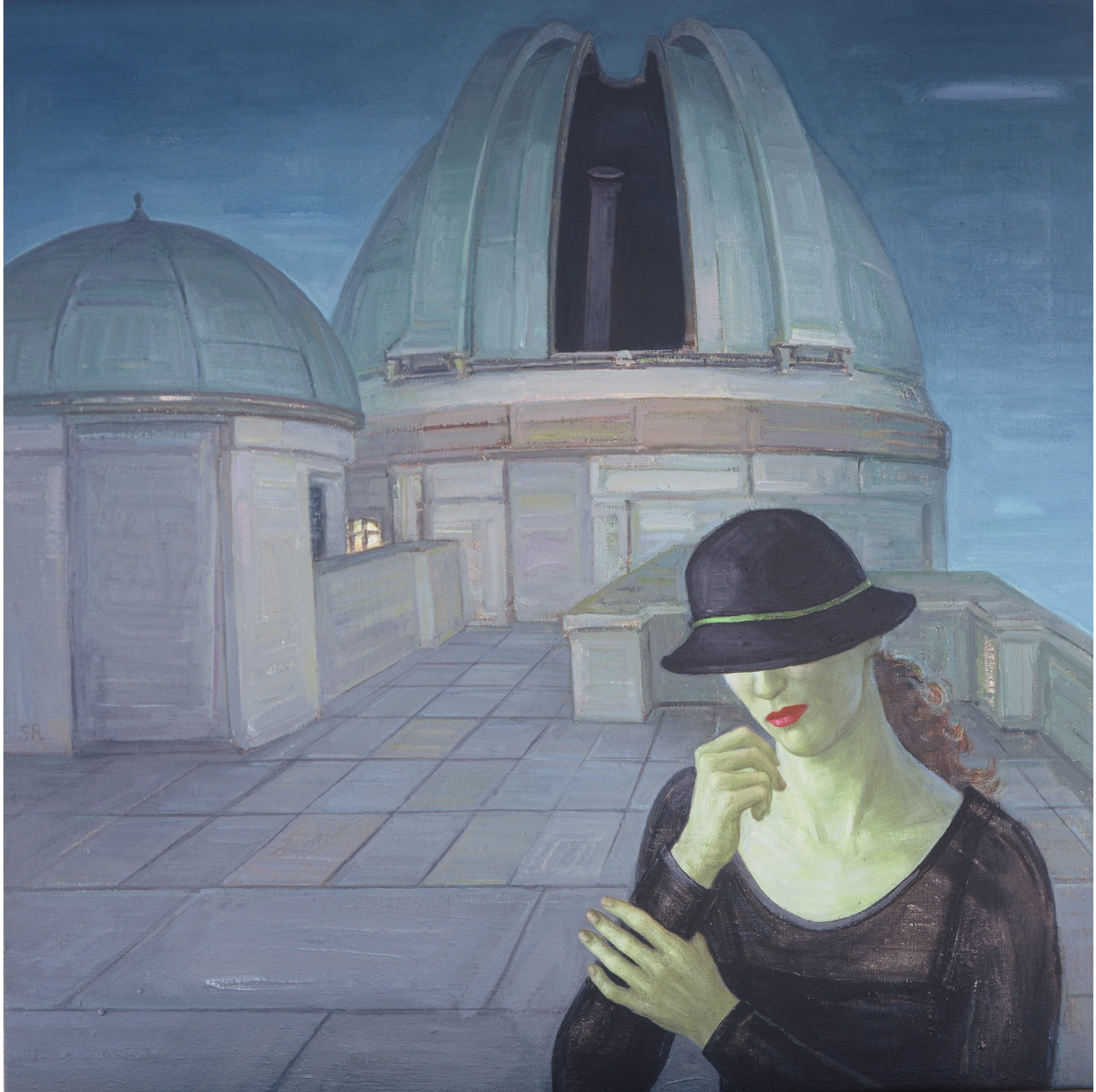
Sandra Rienäcker: "Die Besucherin" 2009, Öl auf Leinwand, 80 × 80 cm. Einsame Besucherin einer nächtlichen Sternwarte: romantisierende Variante der Verbindung Astronomie und Kunst

Seit 2001 arbeitet sie als freischaffende Künstlerin in Berlin. Weiterhin vermittelt sie seit 2015 in einer Lehrtätigkeit beim Kulturring in Berlin die Techniken der Radierung.
Rienäcker pflegt schöpferische Kontakte zu Künstlerkollegen und Kunstinteressenten wie Matthias Steier und Dieter B. Herrmann, sowie zu Einrichtungen wie Kulturring in Berlin und zur Galerie der Berliner Graphikpresse, von der sie vertreten wird.
Sandra Rienäcker lebt in Berlin, ist seit 1989 mit dem Informatiker Uwe Rienäcker verheiratet, und sie hat eine ältere Schwester Mira. Der Name Rienäcker ist mehrfach in der Wissenschaftsgeschichte bekannt geworden: der Musikwissenschaftler Gerd Rienäcker und sein Vater, der Chemiker Günther Rienäcker. Sandra Rienäcker ist eine Nichte des Dresdener Zeichners, Grafikers und Animationsfilm-Regisseurs Otto Sacher.

## Werke (Auswahl)

### Gemälde (Auswahl)
- 2005: Nächtlicher Weg
- 2007/9: Zu den „Wahlverwandtschaften“ (nach J. W. Goethe)
- 2007: Neunte Muse
- 2014: Gelbe Rose
- 2016: Blutorangen

### Grafiken (Auswahl)
- 1997–2009: 14 teilige Serie zur Klosterruine Eldena (Greifswald)
- 2007: Himmelpfort I und II
- 2009: Dünenkiefer (Hiddensee)
- 1999: Geisterwald
- 2011: Darsswald

### Zeichnungen (Auswahl)
- 2006: Muse und Astronom
- 2010: Strandigel (Darss)
- 2013: Fenster (zu Bayreuth II)
- 2013: Das alte Schiff (Hiddensee)
- 2016: Porträt Johanna

### Zu Richard Wagner und den Bayreuther Festspielen
- 2007–2014: Skizzen zum „Ring des Nibelungen“
- 2012–2016: Serie "... im weiten Reich der Weltennacht " (Tristan und Isolde, 2. Aufzug)
- 2013/14: Lichter (Bayreuth)
- 2013: Pausenende (Bayreuth II)
- 2016: „..zum Raum wird hier die Zeit.“ - zu „Parsifal“

## Ausstellungen (Auswahl)
- 1996: Kleine Humboldt-Galerie, Humboldt-Universität zu Berlin
- 2000: Bröhan-Museum (Beteiligung)
- 2001: Rotes Rathaus Berlin (Beteiligung);

Bildungsakademie der Bankgesellschaft Berlin
- 2003: Kunsthalle Pommernhus Greifswald
- 2004: Galerie Nering und Stern, Berlin;

Insel Galerie, Berlin
- 2004/5: Städtisches Museum Eisenhüttenstadt;

Galerie im Saal, Knetzgau-Eschenau (bei Bamberg)
- 2006 und 2016: Galerie der Berliner Graphikpresse
- 2007: Galerie Gesellschaft, Berlin, Auguststraße
- 2009: degewo-Galerie Remise, Berlin;

Kleine Galerie Stadt Eberswalde
- 2010: Museum Villa Irmgard, Heringsdorf (mit Otto Niemeyer-Holstein);

Galerie 100, Berlin
- 2011: Galerie im Turm (Beteiligung)
- 2012: Städtisches Museum Eisenhüttenstadt;

Galerie Irrgang, Berlin und Leipzig (Beteiligung)
- 2013: Graphik Studio Galerie (Beteiligung)
- 2014: Instrumentalunterricht und Kammermusik GbR
- 2018: Atelierbesuch - Fotografien von Holmsohn & Arbeiten der porträtierten Künstler. Galerie der Berliner Graphikpresse (Beteiligung)
- 2020: Städtisches Museum Eisenhüttenstadt
- 2023: Galerie 100, Berlin (Malerei)
- 2023/24: Städtisches Museum Eisenhüttenstadt

Werke von Sandra Rienäcker befinden sich in Privatsammlungen in Deutschland, in Großbritannien und in der Schweiz.